# Club Deportivo Móstoles
El Club Deportivo Móstoles fue un club de fútbol español, de la ciudad de Móstoles, en la Comunidad de Madrid. Fue fundado el 23 de septiembre de 1955 y desapareció tras una profunda crisis en 2012. Su lugar como principal club de fútbol de Móstoles lo ocupó el Club Deportivo Móstoles U.R.J.C.
Disputó sus partidos en dos estadios siendo el primero el Campo Municipal de La Princesa (1955-1974) y desde el 25 de junio de 1974 el Estadio El Soto fue su campo.
Su techo fue la Segunda División B, tercera categoría del fútbol español, que disputó 6 temporadas.
A lo largo de su historia, consiguió 2 ligas de Tercera División en las temporadas 1989-90 y 2003-04.

## Trayectoria histórica
La Regional preferente fue introducida en 1973 como categoría intermedia entre la Tercera División y la Primera regional.
La Segunda División B fue introducida en 1977 como categoría intermedia entre la Segunda División y la Tercera División.

## Uniforme
- Uniforme titular: camiseta azul con detalles blancos, pantalón azul y medias azules.

- Uniforme suplente: camiseta naranja con detalles blancos, pantalón naranja y medias naranjas.

## Estadio
Las obras del nuevo estadio comenzaron en 1973, y la inauguración fue el 25 de junio de 1974. El campo dispone de una capacidad para 14 000 espectadores.

### Estadios históricos
- Campo Municipal de La Princesa (1955-1974).

## Cronología de los entrenadores
- 1993-1995: Andrés Rosado
- 1994-1995: Casimiro Escudero
- 2010-2011: Óscar Garro
- 2010-2011: Javier Álvarez de los Mozos
- 2010-2011: Paco Moreno
- 2011-2012: Rafael Mezquiriz

## Datos del club

### Estadísticas
- Temporadas en 1.ª: Sin Participación
- Temporadas en 2.ª: Sin Participación
- Temporadas en 2.ª B: 6
- Temporadas en 3.ª: 24
- Mejor puesto en la liga: 10.º (2.ª B, temporada 1998-99)

### Temporadas
| Temporada | División              | Puesto |
| --------- | --------------------- | ------ |
| 1955-1981 | Categorías regionales | ?      |
| 1981-82   | 3.ª                   | 19.º   |
| 1982-83   | Preferente Madrid     | ?      |
| 1983-84   | 3.ª                   | 8.º    |
| 1984-85   | 3.ª                   | 17.º   |
| 1985-86   | 3.ª                   | 14.º   |
| 1986-87   | 3.ª                   |        |
| 1987-88   | 3.ª                   | 3.º    |
| 1988-89   | 3.ª                   | 2.º    |
| 1989-90   | 3.ª                   | 1.º    |
| 1990-91   | 2.ª B                 | 19.º   |
| 1991-92   | 3.ª                   | 3.º    |
| 1992-93   | 3.ª                   | 6.º    |
| 1993-94   | 3.ª                   | 4.º    |
| 1994-95   | 2.ª B                 | 12.º   |
| 1995-96   | 2.ª B                 | 19.º   |

| Temporada | División | Puesto |
| --------- | -------- | ------ |
| 1996-97   | 3.ª      | 5.º    |
| 1997-98   | 3.ª      | 2.º    |
| 1998-99   | 2.ª B    | 10.º   |
| 1999-00   | 2.ª B    | 20.º   |
| 2000-01   | 3.ª      | 3.º    |
| 2001-02   | 3.ª      | 4.º    |
| 2002-03   | 3.ª      | 7.º    |
| 2003-04   | 3.ª      | 1.º    |
| 2004-05   | 3.ª      | 2.º    |
| 2005-06   | 2.ª B    | 19.º   |
| 2006-07   | 3.ª      | 9.º    |
| 2007-08   | 3.ª      | 4.º    |
| 2008-09   | 3.ª      | 11.º   |
| 2009-10   | 3.ª      | 8.º    |
| 2010-11   | 3.ª      | 9.º    |
| 2011-12   | 3.ª      | 17.º   |

Leyenda
: ascenso de categoría
: descenso de categoría
: descenso administrativo
La Segunda División B fue introducida en 1977 como categoría intermedia entre la Segunda División y Tercera División.

## Palmarés

### Campeonatos Nacionales
- Tercera División de España (2): 1989-90 (Gr. VII) y 2003-04 (Gr. VII).
- Subcampeón de Tercera División de España (3): 1988-89 (Gr. VII), 1997-98 (Gr. VII) y 2009-10 (Gr. VII).

### Campeonatos Regionales
- 1.ª Regional Preferente Castellana (1): 1986-87 (Grupo 1).[1]
- Copa RFFM Comunidad de Madrid (2): 1994-95 y 1998-99.[2]
- Subcampeón de la 1.ª Regional Preferente Castellana (1): 1982-83.[3]
- Subcampeón de la 1.ª Regional Ordinaria Castellana (1): 1974-75.[4]
- Subcampeón de la 2.ª Regional Ordinaria Castellana (1): 1957-58.[5]
- Subcampeón de la 3.ª Regional Ordinaria Castellana (2): 1955-56 (Grupo 2)[6] y 1956-57 (Grupo 2).[7]
- Subcampeón de la Copa RFEF (Fase Regional de Madrid) (1): 2009-10.

### Trofeos amistosos
- Trofeo Memorial Rafael Medina (1): 1994.[8]